# Brownphora sinefurca
Brownphora sinefurca är en tvåvingeart som först beskrevs av Borgmeier 1969.  Brownphora sinefurca ingår i släktet Brownphora och familjen puckelflugor.
Artens utbredningsområde är Costa Rica. Inga underarter finns listade i Catalogue of Life.